# Sobótka
Sobótka este un oraș în Voievodatul Silezia de Jos în Polonia.